# Costești (Cotmeana), Argeș
Costești (în trecut, Drăguțești) este un sat în comuna Cotmeana din județul Argeș, Muntenia, România.